# تولياتي

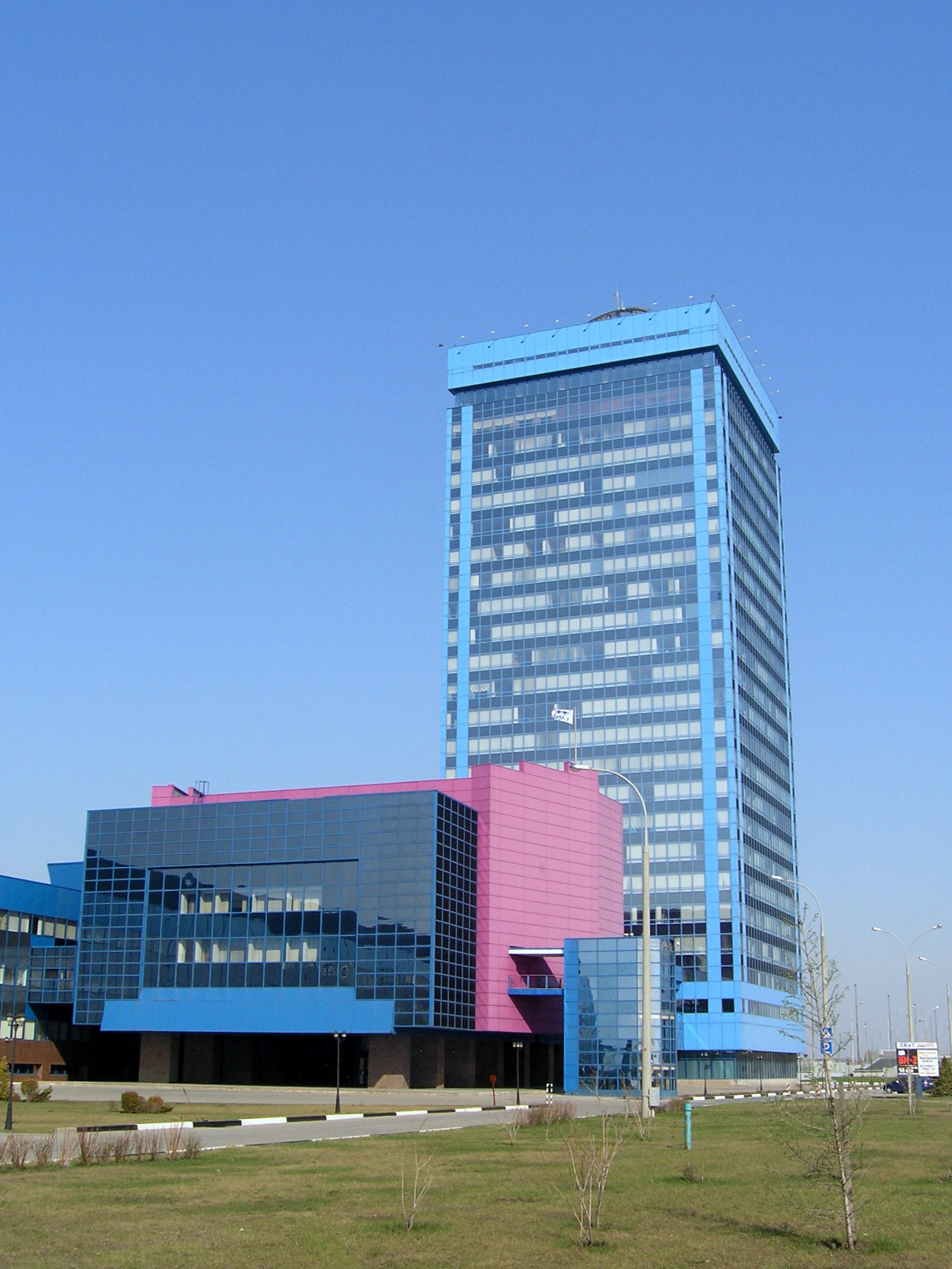
مقر شركة أوتوفاز

تولياتي (بالروسية: Тольятти) هي إحدى مدن روسيا في الكيان الفدرالي الروسي سمارا أوبلاست. بها المصنع الرئيسي لشركة سيارات أوتوفاز (لادا).

## توأمة
لتولياتي اتفاقيات توأمة مع كل من:
- كازنلاك (مارس 1995 - )
- فولفسبورغ (أغسطس 1991 - )
- لويانغ (أبريل 2000 - )
- فلينت (17 يونيو 1992 - )
- بياتشنزا (2014 - )
- كولمار (يوليو 1996 - )
- ناجيكانيزسا (يونيو 1998 - )
- مينجاشيفير (سبتمبر 2005 - )

## أعلام
- رومان ايفانوف
- ستانيسلاف كريتسيوك
- إليزافيتا مالاشينكو
- إيفان بوكافشين
- داريا كاساتكينا
- فياتشيسلاف كوزنيتسوف